# Pojemność sorpcyjna gleby
Pojemność sorpcyjna gleby – miara zdolności do wymiennego wiązania jonów w glebie. Podawana jest zwykle w centymolach (cmol) na 1 kg gleby (wcześniej w milimolach lub w milirównoważnikach na 100 g gleby).